# Margaret Lu
Margaret Lu (ur. 15 stycznia 1989 w Manili) – amerykańska florecistka pochodzenia filipińskiego, dwukrotna medalistka mistrzostw świata.
W 2011 roku zdobyła srebro drużynowo i brąz indywidualnie na mistrzostwach świata juniorów w Jordanii. Następnie zdobyła drużynowo srebrne medale na mistrzostwach świata juniorów w Moskwie (2012) i mistrzostwach świata juniorów w Poreču (2013) oraz złoty na mistrzostwach świata juniorów w Płowdiwie (2014).
Podczas mistrzostw świata w Wuxi w 2018 roku Amerykanki w składzie: Lee Kiefer, Margaret Lu, Nzingha Prescod i Nicole Ross zdobyły drużynowo złoty medal. W tej samej konkurencji zdobyła też srebro na mistrzostwach świata w Lipsku (2017).
Nigdy nie wzięła udziału w igrzyskach olimpijskich.